# دارا رولینز
دارا رولینز (انگلیسی: Dara Rolins؛ زادهٔ ۷ دسامبر ۱۹۷۲) موسیقی‌دان و کارآفرین اهل اسلواکی است. او حرفه موسیقی را از ۹ سالگی شروع کرد. 